# Jorge Pinto (político)
Eduardo Jorge Costa Pinto (Amarante, 20 de abril de 1987) é um engenheiro ambiental e político português, membro do partido LIVRE. Licenciado em Engenharia Ambiental, Doutorado em Filosofia Social e Política, com uma tese sobre republicanismo, ecologia e pós-produtivismo.
Autor e co-autor das obras Rendimento Básico Incondicional – Uma defesa da Liberdade, publicado em 2019 e vencedor do prémio de melhor ensaio da Sociedade Portuguesa de Filosofia, e A Liberdade dos Futuros.
É membro do LIVRE desde a sua fundação, tendo sido membro do Grupo de Contacto de 2014 a 2020, e membro da Assembleia do partido a partir de 2020. Foi candidato às eleições legislativas de 2015 pelo círculo eleitoral de Europa, e nas eleições seguintes de 2019, 2022 e 2024 foi cabeça de lista pelo círculo eleitoral do Porto. Nessas últimas eleições foi eleito deputado, o primeiro do LIVRE na região Norte

## Resultados eleitorais

### Eleições legislativas
| Data | Partido | Partido | Circulo eleitoral | Posição    | Cl.    | Votos         | %             | +/-        | Status     | Notas  | Ref   |
| ---- | ------- | ------- | ----------------- | ---------- | ------ | ------------- | ------------- | ---------- | ---------- | ------ | ----- |
| 2015 |         | L       | Europa            | 1.º (em 2) | 5.º    | 249           | 1,82 / 100,00 |            | Não eleito |        | [ 7 ] |
| 2019 | Porto   | L       | 1.º (em 40)       | 9.º        | 8 952  | 0,96 / 100,00 |               | Não eleito |            | [ 8 ]  |       |
| 2022 | Porto   | L       | 1.º (em 40)       | 9.º        | 11 433 | 1,16 / 100,00 | 0,20          | Não eleito |            | [ 9 ]  |       |
| 2024 | Porto   | L       | 1.º (em 40)       | 6.º        | 37 319 | 3,35 / 100,00 | 2,19          | Eleito     |            | [ 10 ] |       |
| 2025 | Porto   | L       | 1.º (em 40)       | 5.º        | 47 156 | 4,30 / 100,00 | 0,95          | Eleito     |            | [ 11 ] |       |